# Raïon de Tcheremissinovo
Le raïon de Tcheremissinovo (en russe : Черемисиновский райо́н, Tcheremissinovski raïon) est un raïon de l'oblast de Koursk en Russie européenne. Son centre administratif est le village de Tcheremissinovo, et sa population s'élevait à 7 804 habitants en 2021.

## Géographie
Le raïon se situe dans l'oblast de Koursk, un sujet, en tant qu'oblast, de la Russie, situé dans le district fédéral central en Russie européenne. Le raïon, comme l'ensemble de l'oblast, est situé dans le fuseau horaire MSK (heure de Moscou). Le décalage horaire appliqué par rapport au temps universel coordonné est +03:00.

## Politique et administration
Le raïon est l'un des 28 raïons administratifs de l'oblast de Koursk, dans le district fédéral central. Au niveau municipal, il possède le statut de raïon municipal, et comporte ainsi plusieurs municipalités à l'intérieur de lui. Le raïon compte 99 localités réparties en 9 municipalités.

## Démographie
Recensements (*) ou estimations de la population :
| 2021* | - | - |
| ----- | - | - |
| 7 804 | - | - |